# إيمان الحصري
إيمان الحصري هي مذيعة مصرية، شاركت في تقديم برنامج البيت بيتك، أشتهرت لتقديمها عدة مؤتمرات دولية مثل مؤتمر الشباب العالمي. وهي حالياً تقدم برنامج مساء دي إم سي منذ عام 2016.

## مشوارها
تخرجت من كلية الاقتصاد والعلوم السياسية وبدأت عملها كمراسلة لقناة النيل للإخبار في 2002 ثم شاركت في عام 2006 في تقديم برنامج البيت بيتك وفي عام 2007 سافرت لفلسطين للعمل كمراسل حربى لقناة النيل للأخبار. ثم قدمت برنامج هن على قناة الحرة وفي عام 2012 قدمت برنامج على قناة صدى البلد لكنه لم يستمر طويلا وفي 2013 شاركت في تقديم برنامج 90 دقيقة على قناة المحور، وفي 2016 قامت بتقديم برنامج مساء دي إم سي.

## حالتها الصحية
أثناء قيام إيمان بعملية جراحية بسيطة في المعدة حدث خطأ طبي ي تسبب في أذى للأمعاء والقولون وتم التعامل مع مضاعفاته بطريقة كارثية على حد وصفها، ثم دخلت غرفة العناية الفائقة التي مكثت فيها لفترةٍ طويلة، في وقتٍ كانت فيه كل مؤشراتها الحيوية بحالة تدهور. وبعد نجاح الطاقم الطبي في المشفى في الحفاظ على حياتها، بدأ التخطيط لاستكمال العلاج خارج مصر و سافرت إلى ألمانيا بعد استعادة قدرتها على التحرك، بحدٍ أدنى من الوسائط الطبية المساعدة في استقرار مؤشراتها الحيوية. وقامت بإجراء عملية جراحية في ألمانيا استغرقت 7 ساعاتٍ تقريبًا ونجحت، ودخلت في طور التعافي، وتمكنت من العودة لمصر.